# Gargaliánoi
Gargaliánoi är en ort i Grekland.   Den ligger i prefekturen Messenien och regionen Peloponnesos, i den södra delen av landet, 210 km sydväst om huvudstaden Aten. Gargaliánoi ligger 264 meter över havet och antalet invånare är 6 282.
Terrängen runt Gargaliánoi är kuperad österut, men västerut är den platt. Havet är nära Gargaliánoi åt sydväst. Runt Gargaliánoi är det ganska tätbefolkat, med 65 invånare per kvadratkilometer. Närmaste större samhälle är Filiatrá, 10,3 km norr om Gargaliánoi. 